# 五水蛮
五水蛮，东晋南北朝豫州西阳郡境内五条河流流域居住的少数民族，称之为五水蛮。
五水蛮的五水是巴水、蕲水、希水、赤亭水、西归水。相传是巴人首领廪君的后裔，也称之为豫州蛮、西阳蛮，汉朝称之为江夏蛮。分布在今湖北省东部、安徽省西南大别山与长江之间。刘宋元嘉二十九年（452年）在淮河流域、汝河流域至长江、沔水举诸蛮族反宋。宋文帝派沈庆之率领江州、豫州、荆州、雍州之兵征讨。大明四年（460年）五水蛮再次造反，沈庆之以郡公征讨，经年讨平。五水蛮后裔与土家族有渊源。